# Rivière du Corset
Rivière du Corset är ett vattendrag i Kanada.   Det ligger i provinsen Québec, i den sydöstra delen av landet, 500 km nordväst om huvudstaden Ottawa.
I omgivningarna runt Rivière du Corset växer i huvudsak blandskog. Trakten runt Rivière du Corset är nära nog obefolkad, med mindre än två invånare per kvadratkilometer.